# Ареф'єв Віктор Леонідович
Віктор Леонідович Ареф'єв (нар. 23 січня 1975, Горлівка) — український футболіст, більшу частину кар'єри провів в алчевській «Сталі» та донецькому «Олімпіку». У сезоні 2001/02 разом з Василем Сачком став найкращим бомбардиром української Першої ліги.

## Біографія
Свою молодіжну кар'єру Ареф'єв почав ще в СРСР, виступаючи за УОР Донецьк. У дорослому футболі дебютував з «Сілуром» (Харцизьк) у Третій лізі.
У сезоні 1993/94 він провів свої перші три матчі за алчевську «Сталь», в цьому клубі пройшло становлення Ареф'єва як футболіста. Всього він провів 269 матчів і забив 71 гол за клуб. У сезоні 1999/2000 пограв за київський «Арсенал» та його фарм-клуб, тим часом його «Сталь» підвищилася в Прем'єр-лігу. Команді не вдалося закріпитися в еліті, у вищому дивізіоні Ареф'єв зіграв 19 матчів і забив три голи. Тим не менш, в наступному сезоні футболіст забив 17 голів у 29 матчах, що зробило його кращим бомбардиром Першої ліги.
У сезоні 2004/05 він покинув клуб і провів один рік у «Нафтовику-Укрнафті». У наступному сезоні Ареф'єв перейшов в донецький «Олімпік», де пройшла друга частина його кар'єри, за яку він зіграв 126 матчів і забив 42 голи. У сезоні 2005/06 він провів три матчі на правах оренди у хмельницькому «Поділлі». Сезон 2007/08 був одним з найуспішніших для Ареф'єв в «Олімпіку»: він забив 20 голів в 32 матчах і з великим відривом став найкращим бомбардиром Другої ліги в сезоні.
Ареф'єв завершив кар'єру в сезоні 2011/12, провівши два матчі за «Макіїввугілля».

## Досягнення
- Найкращий бомбардир української Першої ліги: 2001/02 (17 голів)
- Найкращий бомбардир української Другої ліги: 2007/08 (20 голів)